# Saint-Maurice-d'Ardèche
Saint-Maurice-d'Ardèche es una comuna francesa situada en el departamento de Ardèche, en la región de Auvernia-Ródano-Alpes.

## Demografía
| 177 | 170 | 167 | 206 | 214 | 241 | 332 |
| Para los censos de 1962 a 1999 la población legal corresponde a la población sin duplicidades (Fuente: INSEE [Consultar]) |     |     |     |     |     |     |